# TAFE

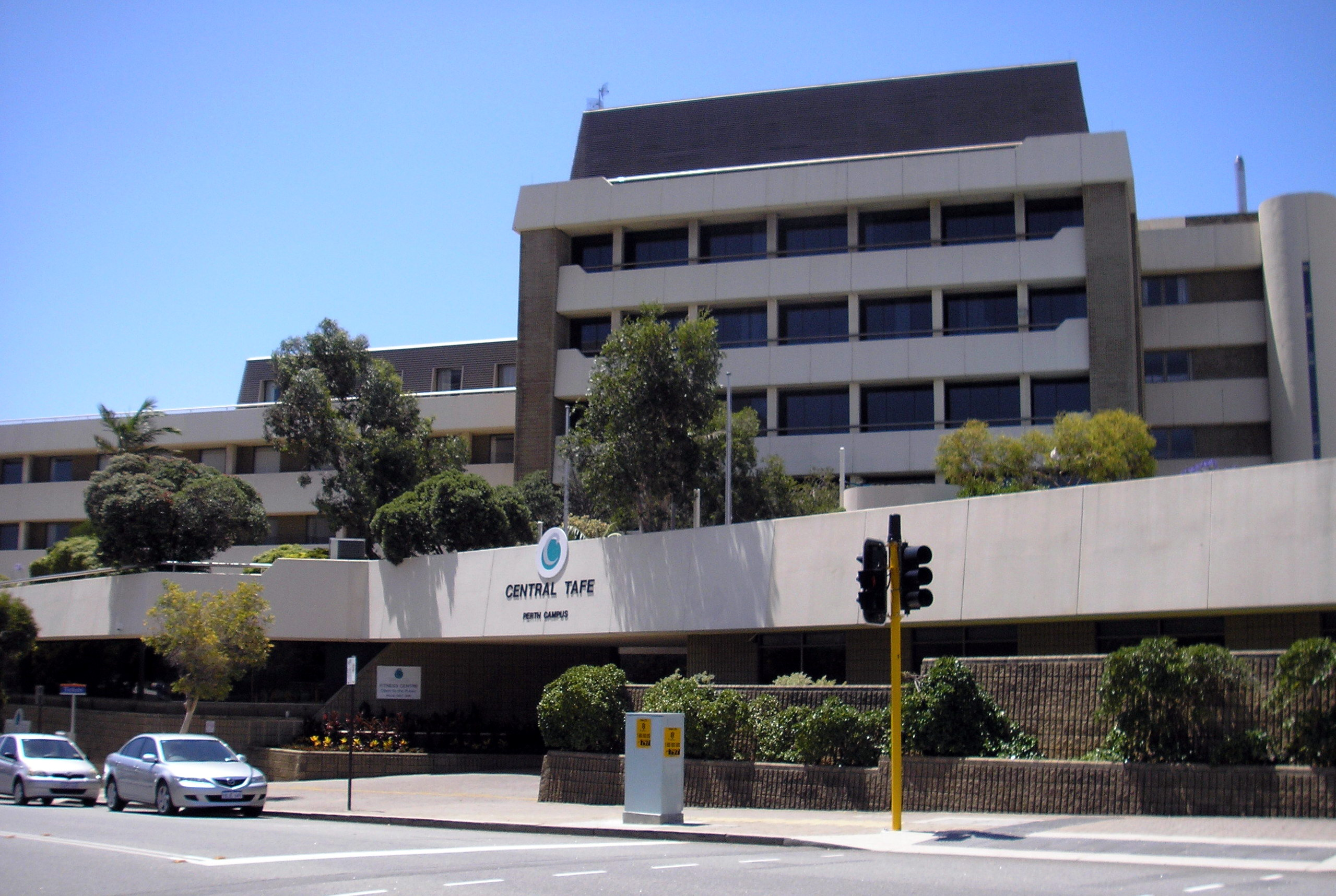
TAFE в Перте

Technical and Further Education, в Австралии, техническоe и дальнейшее образованиe или TAFE / teɪf / учреждения предоставляют широкий спектр преимущественно профессионального третичного образования, в основном квалификационных курсов в рамках Национальной системы обучения. Включает бизнес, финансы, гостиничный бизнес, туризм, строительство, машиностроение, изобразительное искусство, информационные технологии и общественные работы. Систему образования TAFE обычно путают с Австралийской системой профессионально-технической подготовки (VET).
Отдельные учреждения TAFE (как правило, со многими филиалами) известны как колледжи и институты, в зависимости от штата или территории. TAFE учреждения принадлежат, управляются и финансируется различными правительствами штатов и территорий. В отличие от сектора высшего образования, где финансирование является преимущественно областью правительства Австралии.
С 2002 года сектор TAFE предоставляет степень бакалавра и даже аспирантуры (в основном в штате Виктория), чтобы заполнить нишу в областях, в частности в областях исследования, основанных на потребностях промышленности.
На сегоднящний день насчитывается более 100 TAFE учреждений по всей Австралии.